# Canaries (dystrykt)

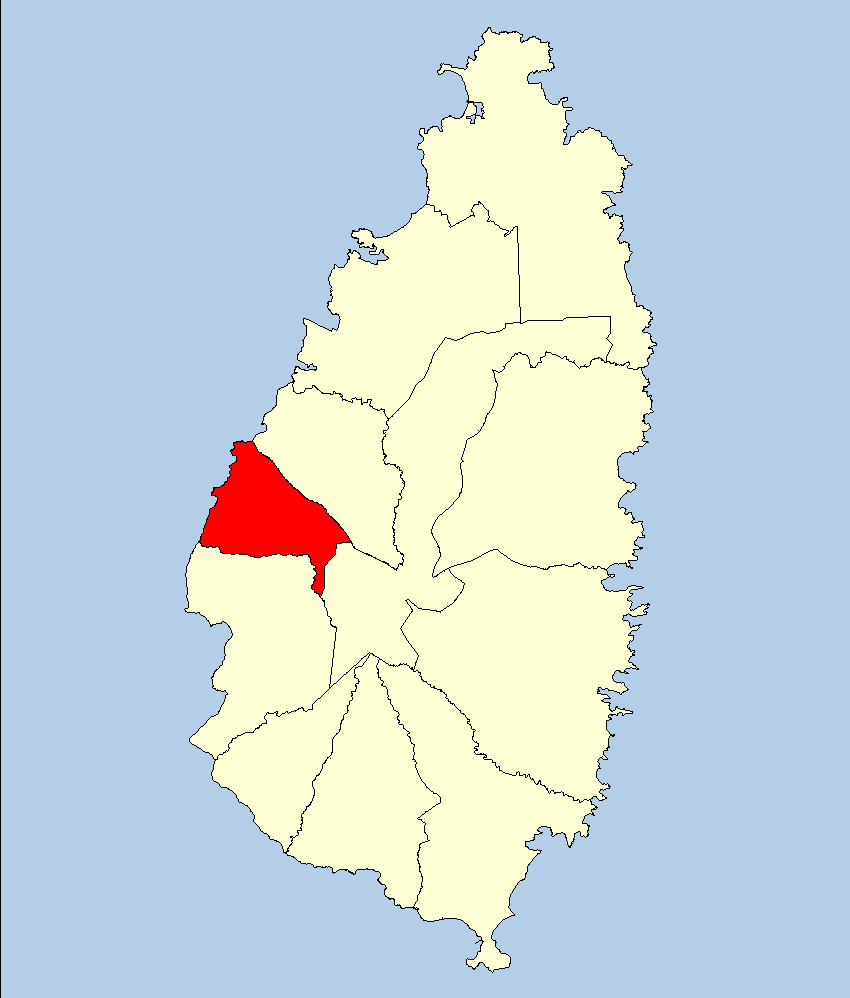
Dystrykt Canaries

Canaries – jeden z 11 dystryktów w Saint Lucia, zajmuje powierzchnię 16 km². Liczba ludności to 1906 osób, a gęstość zaludnienia wynosi 119,1 osób/km². Stolicą dystryktu jest Canaries.

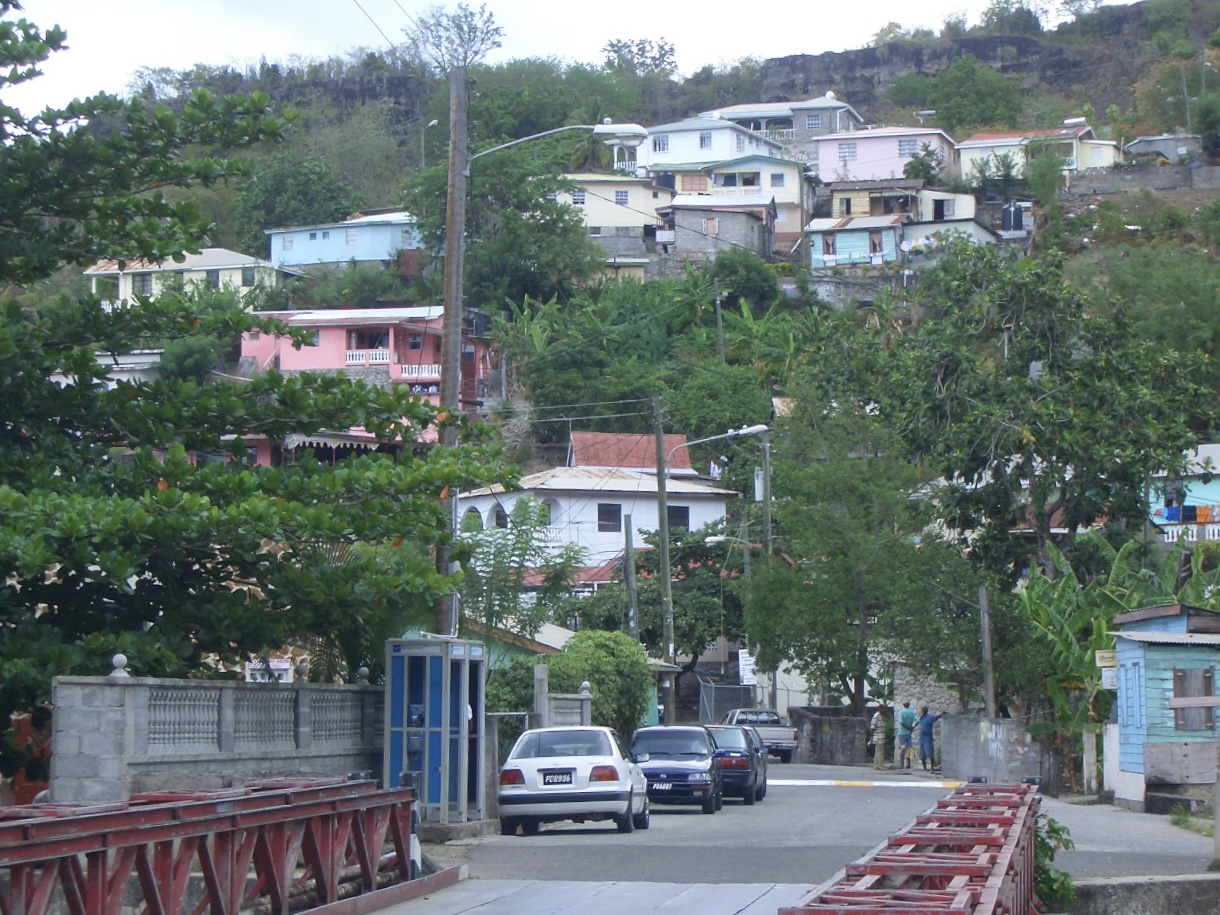
Typowa zabudowa dystryktu